# فرودگاه استارا پازوا
فرودگاه استارا پازوا (به انگلیسی: Stara Pazova Airport) (به زبان بومی: Aerodrom Stara Pazova) یک فرودگاه غیرنظامی با کد یاتا SPV است که یک باند فرود چمن دارد و طول باند آن ۷۰۰ متر است. این فرودگاه در کشور صربستان قرار دارد و در ارتفاع ۷۷ متری از سطح دریا واقع شده‌است.